# Babnik
Babnik je priimek slovenskega izvora, ki ga je po podatkih Statističnega urada Republike Slovenije na dan 20. januarja 2021 uporabljalo 718 oseb, po pogostosti uporabe pa je bil na 306. mestu.

## Znani nosilci priimka
- Drago Babnik (*1958), strokovnjak za prehrano živali
- Gabriela Babnik Ouattara (*1979), pisateljica, kritičarka, prevajalka
- Ines Babnik, umetnostna zgodovinarka
- Jaka Babnik (*1979), fotograf, snemalec, konceptualni vizualni umetnik
- Jana Babnik Garmuš (*1940), agronomka
- Jana Babnik Gomišček, poslanka DZ, dr.
- Janko Babnik (1861–1927), pravnik
- Joža Babnik, sodel. IJS
- Jože Babnik, čebelar
- Jožef Anton Babnik (1802?–1873), kranjsko-nemški literat (pripovednik, dramatik, kritik), prevajalec
- Katarina Babnik, psihologinja
- Marko Babnik, agronom, sadjar
- Martin Leonard Babnik (1662–?), zdravnik
- Matej Babnik (1787–1868), skladatelj
- Nuša Tome Babnik (1960–2015), alpska smučarka
- Pia Babnik (*2004), gofistka
- Polonca Babnik (1911–2008), biologinja, fiziologinja
- Tilka Babnik, športnica (zač. 20. stoletja), Maribor
- Urban Babnik, fotograf